# Barbara (film)
 For alternative betydninger, se Barbara. (Se også artikler, som begynder med Barbara)
Barbara er en dansk film fra 1997 af Nils Malmros, hvor handlingen foregår på Færøerne. Den er baseret på romanen Barbara fra 1939 af den færøske forfatter Jørgen-Frantz Jacobsen, der var inspireret af sagnet om Beinta Broberg.

## Handling
Med skonnerten Fortuna kommer den nybagte danske teolog Poul Aggersø (Lars Simonsen) til Færøerne, hvor han skal være præst på øen Vágar. Det bliver Hr. Pouls skæbne at møde og giftes med den livlige unge præsteenke, Barbara (von der Lippe), der har et blakket ry som ulykkesfugl. Men den erotiske lykke er flygtig, Barbaras forelskelse er stor og glødende og higer videre end blot til den blodfattige præst.
Hr. Poul fyldes af uro og angst for at miste sin Barbara. Da han i embeds medfør må besøge den svært tilgængelige ø Mykines og af uvejr og brænding må blive på øen i 11 dage, føler han, at han mister Barbara. Ved hjemkomsten finder han ganske rigtigt præstegården tom, Barbara er rejst til Tórshavn med den unge student Andreas Heyde (Peter Reichhardt). I sin ulykke optager han forfølgelsen, går menneskeligt til grunde og ender i fængsel. For Barbara er den nye lykke også ubestandig. Andreas Heyde mister interessen og rejser i hemmelighed med Fortuna. 

## Produktion

### Skuespillere
Hovedrollen som den smukke Barbara spilles af den norske skuespillerinde Anneke von der Lippe. En anden nordmand, Trond Høvik, har rollen som det forpinte jalousioffer, den uslebne handelsbetjent Gabriel. Filmens anden hovedrolle, den nybagte præst Hr. Poul, spilles af den danske skuespiller Lars Simonsen. De øvrige centrale roller spilles ligeledes af danske skuespillere bl.a. Jesper Christensen, Peter Reichhardt, Jens Okking, Birgitte Federspiel og Bodil Udsen.
Rekrutteringen af statister har sat sit præg på gadebilledet på Færøerne en stor del af 1996. Man har ikke kunnet undgå at bemærke de mange fuldskæg og vilde hårmanker. Skikkelige og anonyme degne, tandlæger, lastbilchauffører og fårehyrder var så tilgroede i hovedet, at deres egen familie havde svært ved at genkende dem. I det hele taget satte filmsoptagelserne sit maleriske præg på hverdagen i de hektiske sommermåneder.

### Lokaliteter
Handlingen foregår i et 1700-tals miljø, som det er lykkedes filmfolkene at genskabe i trange smøger mellem lave græstørvhuse i Tórshavns gamle bydel på Tinganes, samt andre lokaliteter, f.eks. Hoyvík, Saksun og Koltur.
Studieoptagelserne startede i Stockholm i juni 1996. Udendørsoptagelserne foregik i sommermånederne på Færøerne. De afsluttende studieoptagelser blev afviklet i København i efteråret 1996. Med et budget på 38 mio. DKR er dette den hidtil dyreste, danskproducerede film. Foruden danske midler, var der også svenske og norske produktionsmidler i projektet. Producent er Per Holst, der har produceret de fire sidste Malmros-film.

## Medvirkende
- Anneke von der Lippe – Barbara
- Lars Simonsen – Poul Aggersø
- Trond Høvik – Gabriel
- Jesper Christensen – Sorenskriveren
- Jens Okking – Lagmanden
- Helene Egelund – Susanne
- Jytte Kvinesdal – Anna Sophie
- Peter Hesse Overgaard – Hr. Wenzel
- Ove Pedersen – Landfogden
- Peter Reichhardt – Andreas Heyde
- Henning Jensen – Provst Anders Morsing
- Bodil Udsen – Armgard
- Birgitte Federspiel – Ellen Katrine
- Henny Moan – Magdalene

## Uropførelse
Uropførelsen var den 28. september 1997 i Nordens Hus på Færøerne med 500 udvalgte gæster fra Færøerne og udlandet. Men filmen blev allerede vist om eftermiddagen til 200 journalister i Tórshavns biograf Havnar Bio. Selve premieren var den 3. oktober. Efter 2 uger havde ca. 10.000 færinger set filmen, dvs. mere end 20% af befolkningen.
I Danmark blev filmen Barbara sat op i 45 biografer samtidigt. Tyve år senere blev jubilæet fejret på Færøerne.